# Статистический криптоанализ
Статистический криптоанализ — метод криптографического анализа. С его помощью могут быть раскрыты многие типы шифров.

## Описание метода
В общем случае статистический анализ выполняется следующим образом:
1. По перехваченной криптограмме {\displaystyle E} вычисляется некоторая статистика. Эта статистика такова, что для всех осмысленных сообщений {\displaystyle M} она принимает значения, мало отличающиеся от {\displaystyle S_{k}} , величины, зависящей только от частного используемого ключа.
2. Полученная таким образом величина служит для выделения тех возможных ключей, для которых значение {\displaystyle S_{k}} лежит в близкой окрестности наблюденного значения.

Статистика, которая не зависит от {\displaystyle K} или изменяется в зависимости от {\displaystyle M} так же сильно, как и в зависимости от {\displaystyle K}, не может быть существенна для выделения некоторого подмножества ключей. Так, в шифрах транспозиции подсчёт частот букв не даёт никакой информации о {\displaystyle K} — для любого {\displaystyle K} эта статистика остается той же самой. Поэтому нельзя извлечь никакой пользы из подсчёта частот для раскрытия шифров транспозиции. Более точно данной статистике {\displaystyle S} можно приписать некоторую «разрешающую мощность». Для каждой величины {\displaystyle S} имеется условная ненадёжность ключа {\displaystyle H_{s}(K)} (ненадёжность при фиксированном значении {\displaystyle S}) и это всё, что известно относительно ключа. Среднее арифметическое взвешенное этих величин {\displaystyle \sum p(S)H_{S}(K)} даёт среднюю ненадёжность ключа при известном {\displaystyle S}, где {\displaystyle p(S)} является априорной вероятностью конкретного значения {\displaystyle S}. Разность объёма ключа {\displaystyle H(K)} и этой средней неопределённости измеряет «разрешающую мощность» статистики {\displaystyle S}. В строго идеальном шифре все статистики данной криптограммы не зависят от частного используемого ключа. Это следует из свойства сохранения меры преобразованием {\displaystyle T_{j}T_{k}^{-}1} в пространстве {\displaystyle E} или {\displaystyle T_{j}^{-}1T_{k}} в пространстве {\displaystyle M}.
Имеются хорошие и плохие статистики, точно так же, как имеются хорошие и плохие методы испытаний и ошибок. Фактически проверка некоторой гипотезы методом испытаний и ошибок представляет собой некоторый тип статистики, и то, что было сказано выше относительно наилучших типов испытаний, верно и вообще.

## Свойства хорошей статистики
Хорошая статистика для решения системы должна обладать следующими свойствами:
1. Она должна просто вычисляться;
2. Она должна зависеть от ключа больше, чем от сообщения, если с её помощью требуется находить ключ. Изменения по {\displaystyle M} не должны маскировать изменений по {\displaystyle K}. Те значения статистики, которые могут быть «различены», несмотря на «размытость», создаваемую изменением по {\displaystyle M}, должны разделять пространство ключей на несколько подмножеств, вероятности которых сравнимы по величине, причём статистика будет характеризовать подмножество, в котором лежит правильный ключ;
3. Статистика должна давать информацию о значительных объёмах ключа, а не об объёмах, составляющих малую долю общего числа бит;
4. Информация, даваемая статистикой, должна быть простой и удобной для использования. Таким образом, подмножества, на которые статистика разделяет пространство ключей, должны иметь простую структуру в пространстве ключей.